# Drago Pilsel
Drago Pilsel (Buenos Aires, 21. rujna 1962.), hrvatski novinar, kolumnist, teolog i aktivist.

## Životopis

### Mladost i obrazovanje
Rođen u Argentini, gdje je studirao strojarstvo, novinarstvo, povijest latinoameričke političke misli, književnost i kršćansku duhovnost, te postao pripravnik Reda manje braće. Nakon postulature i novicijata stiže u Hrvatsku u svibnju 1989. godine. U siječnju 1991. godine prelazi u bogosloviju Riječko-senjske nadbiskupije.
Nakon nestanka brata Branka Pilsela, pripadnika 4. brigade ZNG-a u Domovinskom ratu, 23. listopada 1991. napušta svećenički poziv i pridružuje se istoj jedinici u kojoj je nestao brat. Sudionik je Domovinskog rata.
U ožujku 1992. se vraća studiju filozofije i teologije. Apsolvirao je na Katoličko-bogoslovnom fakultetu u Zagrebu, a diplomirao na Evanđeoskom teološkom fakultetu (ETF) u Osijeku. Na istom fakultetu 2008. obranio je magisterij znanosti s područja moralne i političke teologije pod nazivom Teologija nacionalnog anti-mita. Priprema doktorsku disertaciju o pitanju sekularizma, Crkve i moderniteta. Služi se hrvatskim, španjolskim, engleskim, talijanskim i portugalskim jezikom, a pasivno i francuskim i latinskim jezikom.

### Novinarski rad
U rujnu 1979. počinje suradnju s lokalnim radijom i televizijskim Canal 9 u patagonijskom gradu Comodoro Rivadavia. U Hrvatskoj je uređivao i vodio emisije na OTV-u (od ožujka 1992. do studenog 1994.), pisao je za Novi list (od travnja 1995. do kolovoza 2009.), Slobodnu Dalmaciju, Nedjeljnu Dalmaciju, Feral Tribune, Globus, Zarez, Glas Koncila, Kana, Svjetlo riječi, Erasmus, Novi Plamen, Vjesnik, Identitet, Politička misao, Forum, itd. Bio je komentator i vanjski suradnik sarajevskog Oslobođenja te sarajevske NTV Studio 99. Bio je dopisnik španjolske radijske mreže COPE, katoličkog tjedniva Vida Nueva iz Madrida te španjolskog vodećeg dnevnika El Pais, a povremeno se javljao i za BBC i Radio Slobodna Evropa. Objavljivao je i u crnogorskom tjedniku Monitor, u beogradskom dnevniku Danas, u banjalučkim Nezavisnom novinama, a bio je dopisnik ljubljanskog tjednika Mladina i dnevnog lista Dnevnik.
Glavni je urednik i kolumnist portala Autograf.hr. Bio je novinar i vanjsko-politički komentator tportal-a, kolumnist dnevnika Glas Istre, dvotjednika Objektiv, tjednika Narodni list iz Zadra, portala Regional express iz Pule, portala Politika+ iz Zagreba, srpskog mjesečnika Identitet i židovskoga glasila Ruah Hadaša. Bio je suradnik Trećeg programa Hrvatskog radija i komentator mariborskog dnevnika Večer. Čest je gost komentator radijskih i televizijskih emisija.

### Publicistički i književni rad
Urednik je bogato opremljene knjige Hrvatska - stoto Papino putovanje (2003.), koja donosi sve govore i poruke pape Ivana Pavla II. tijekom njegova boravka u Hrvatskoj. Izdvaja i najvažnije trenutke iz njegovog 25-godišnjeg pontifikata. Uz to, sadrži novinarske, teološke i kulturološke analize Papinih poruka te pravoslavni i protestantski pogled na djelo Ivana Pavla II. Sadrži priloge 15 autora. Fra Bono Zvonimir Šagi u svom prilogu rezimira sve papinske poruke tijekom 1100 godina od uspostave diplomatskih odnosa između Hrvatske (u vrijeme kneza Branimira) i Svete Stolice. Autorske priloge knjizi dali su i Inoslav Bešker (vanjska politika Svete Stolice), kardinal Roger Etchegaray, predsjednik Papinskog vijeća za pravdu i mir, talijanski novinar Vittorio Messori i dr.
Autor je biografije Pape Franje kojeg osobno poznaje iz isusovačkih školskih dana u Argentini. Naslovljena Franjo - papa s kraja svijeta i objavljena u nakladi Večernjeg lista, donosi osnovne podatke Franjinom životu, sažetak njegove misli, dokumente o prvim gestama i porukama, reakcije hrvatskih crkvenih i društvenih krugova na njegov izbor, razmišljanja o prilikama u Crkvi i očekivanjima od novog poglavara. Pilsel donosi i osobni osvrt na izbor pape iz Argentine, prvog s južne polutke, prvog isusovca na toj dužnosti, i prvog pape koji dolazi izvan Europe nakon 1272.
U Argentinskom romanu iz 2014. godine pripovijeda o složenom okolnostima odrastanja u hrvatskoj emigrantskoj zajednici u Argentini.
Godine 2017. uredio je knjigu U što vjerujemo mi koji u Boga ne vjerujemo u kojoj je prikupio i priredio tekstove tridesetak hrvatskih autora (novinara, književnika, glumaca, političara, diplomata, odvjetnika, znanstvenika i sveučilišnih profesora) koji se izjašnjavaju kao agnostici ili ateisti.

### Društveni aktivizam
Jedan je od osnivača Hrvatskog helsinškog odbora. Kao član HHO, pokapao je ubijene Srbe u Lici i popisivao zločine nakon Operacije Oluja Među prvima je progovorio o ratnim zločinama nad Srbima u tek oslobođenim područjima. Isključen je iz HHO 1997. godine, zbog neslaganja s Ivanom Zvonimirom Čičkom. Član je Koalicije za REKOM.
Potpisnik je Deklaracije o zajedničkom jeziku, u kojoj se tvrdi da se u Hrvatskoj, Bosni i Hercegovini, Srbiji i Crnoj Gori govore nacionalne standardne varijante zajedničkog policentričnog standardnog jezika, i o kojoj je govorio u medijima.
Vodio je program na prvom Gay Pride-u u Zagrebu 29. lipnja 2002. Bilo je predviđeno da program vodi redatelj Mario Kovač, ali on je pretučen prije samog skupa, pa su ga zamijenili Drago Pilsel i Vesna Teršelič. U više je navrata kritizirao biskupe i Katoličku crkvu u Hrvatskoj. Isključen je iz članstva Hrvatskog društva katoličkih novinara u siječnju 2002. Prilikom biranja novog pape nakon smrti Ivana Pavla II. u satiričnom prosvjedu ističe nemogućnost da se žutim dimom najavi izbor novog pape iz katoličkih zemalja Istočne Azije, a crnim dimom obznani izbor pape crnca.

### Političko djelovanje
Sudjelovao je u predsjedničkoj kampanji Ive Josipovića na izborima 2009. – 2010. godine. Nakon pobjede je imenovan voditeljem Odjela za analitiku u Uredu predsjednika. U ožujku 2010. nastaju prijepori zbog njegovog teksta Ne pucajte u kolumniste! na portalu Regional express te ubrzo odlazi iz predsjednikovog tima. Vodio je kampanju Nezavisne liste dr. don Ivana Grubišića na parlamentarnim izborima 2011. koja je osvojila dva saborska mandata.

## Djela
- Hrvatska - stoto Papino putovanje (2003.)[20]
- Franjo: Papa s kraja svijeta (2013.)[21]
- Argentinski roman (2014.)[22]
- U što vjerujemo mi koji u Boga ne vjerujemo (2017.)[23]

## Nagrade i priznanja
- Spomenica i medalja Domovinskoga rata za sudjelovanje u obrani Republike Hrvatske 1991. – 1992.
- Nagrada Hrvatskog novinarskog društva u kategoriji Vijest/Izvještaj 1995.[24] za članak Ako se Šarinić ne boji četnika, zašto se boji nas majki?
- Nagrada Hrvatskog novinarskog društva 1997.[24] za seriju članaka o posjeti pape Ivana Pavla II. Sarajevu
- Nagrada madridskog radija COPE 1999. za najboljeg stranog dopisnika, za pokrivanje NATO-va bombardiranja Srbije

## Članstva
- Hrvatski P.E.N. centar
- Hrvatsko novinarsko društvo
- Sindikat novinara Hrvatske
- Savez antifašista Republike Hrvatske (član predsjedništva)
- Savjet saveza antifašista Republike Hrvatske (potpredsjednik)
- Koalicija za REKOM
- PfP Consortium (Akademija za nacionalnu obranu – Institut za mir i rješenje sukoba Ministarstva obrane Republike Austrije) kao član studijsko-istraživačke grupe za menadžment krize na Balkanu (Jugoistok Europe)
- Institut Vlado Gotovac
- HKD Napredak
- Sabor stranke Naprijed Hrvatska! - progresivni savez.

## Vanjske poveznice
Mrežna mjesta
- kolumna, na portalu autograf.hr
- Drago Pilsel, Političko-teologijska kritika nacionalnog anti-Mita, Politička misao 1/2011., Hrčak
- Branka Mihajlović, Drago Pilsel: Od ustaše do antifašiste (intervju), www.slobodnaevropa.org, 3. veljače 2014.